# Wieża pancerna

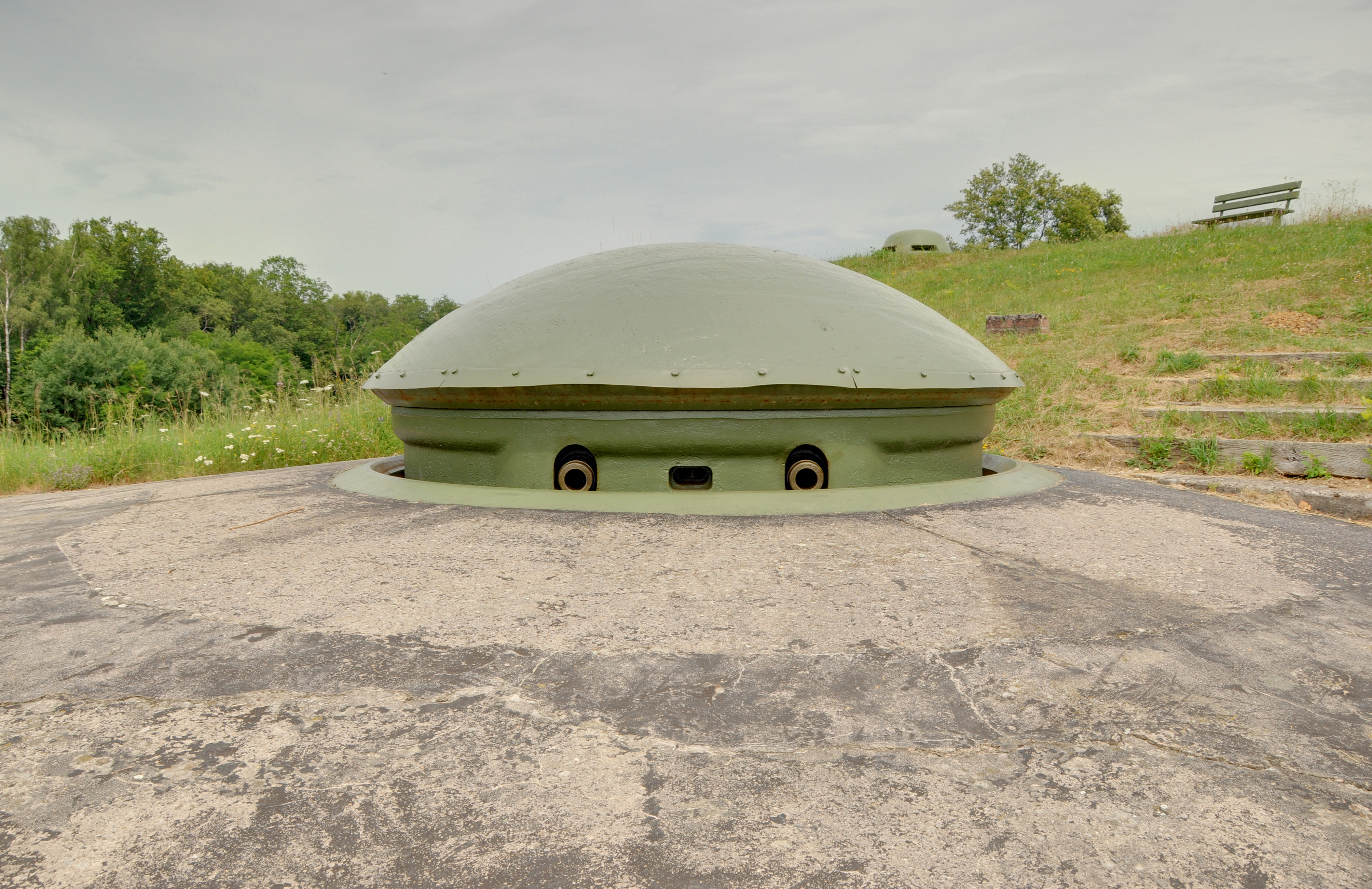
Wysuwana, dwudziałowa wieża pancerna Systemu Séré de Rivières’a, w pozycji bojowej

Schemat wysuwanej wieży pancernej w konstrukcji fortu

Wieża pancerna – urządzenie fortu, w postaci stalowej, obrotowej kopuły, chroniące obsługę przed pociskami przeciwnika i pozwalające prowadzić ogień z zainstalowanego w nim uzbrojenia. Instalacja uzbrojenia w wieżach charakteryzuje fort pancerny.

## Historia
Wieże pancerne pojawiły się w fortyfikacji stałej w ostatniej ćwierci XIX w. Miały postać żelaznej lub stalowej kopuły, kryjącej wewnątrz uzbrojenie, obsługę i mechanizmy pozwalające na jej obracanie, w celu pokrycia ogniem przedpola fortu. Możliwość obrotu odróżnia wieże od nieruchomych kopuł pancernych, czasem błędnie nazywanych wieżami.
Pojawienie się wież pancernych (oraz innych form pancerzy fortecznych) było odpowiedzią na wzrastającą moc artylerii po roku 1870. Ówczesne ceglane działobitnie nie były w stanie ochronić dział i załóg przed pociskami wystrzeliwanymi z dział gwintowanych. Wieże mogły być obrotowe, wystające ponad strop dzieła fortyfikacyjnego lub wieże obrotowo-wysuwalne, które w stanie spoczynku ukryte są wewnątrz fortu, i pozwalają na ukrycie otworów strzelnic wieży za przedpancerzem w razie ostrzału przeciwnika. Podczas walki są wysuwane i mogą prowadzić ogień. Wieże uzbrajane są zwykle w jedno lub dwa działa lub karabiny maszynowe; istniały też wieże dla reflektorów.
Czasza wieży pancernej opierała się na przedpancerzu oraz łożysku tocznym, co umożliwiało jej obrót w poziomie. Wieże wysuwane wyposażone były w urządzenia umożliwiające ich podnoszenie, na ogół w postaci przeciwwagi. Wieże należały do najdroższych elementów fortyfikacyjnych (według cen z lat 1930. obrotowa wieża dla ckm odporna na trafienie pociskiem 305 mm kosztowała ok. 200 tys. zł, a nieruchoma kopuła pancerna - ok. 40 tys.). Dla zabezpieczenia mechanizmów przed deszczem, w czasie pokoju wieże nakrywano blaszanymi osłonami.
Na ziemiach polskich pierwszą wieżą pancerną w forcie była zainstalowana w forcie 38 „Śmierdząca Skała” wieża Grussona. W twierdzy Kraków wieże podnoszone otrzymał w czasie modernizacji fort 44 „Tonie”.
Zbliżone ideowo i funkcjonalnie do wież pancernych są wieże artyleryjskie stosowane na okrętach i wieże stosowane na czołgach i innych pojazdach bojowych. Czasami stosowano wieże czołgowe, rzadziej okrętowe jako elementy fortyfikacji, w roli wież obrotowych.